# Maria Melato

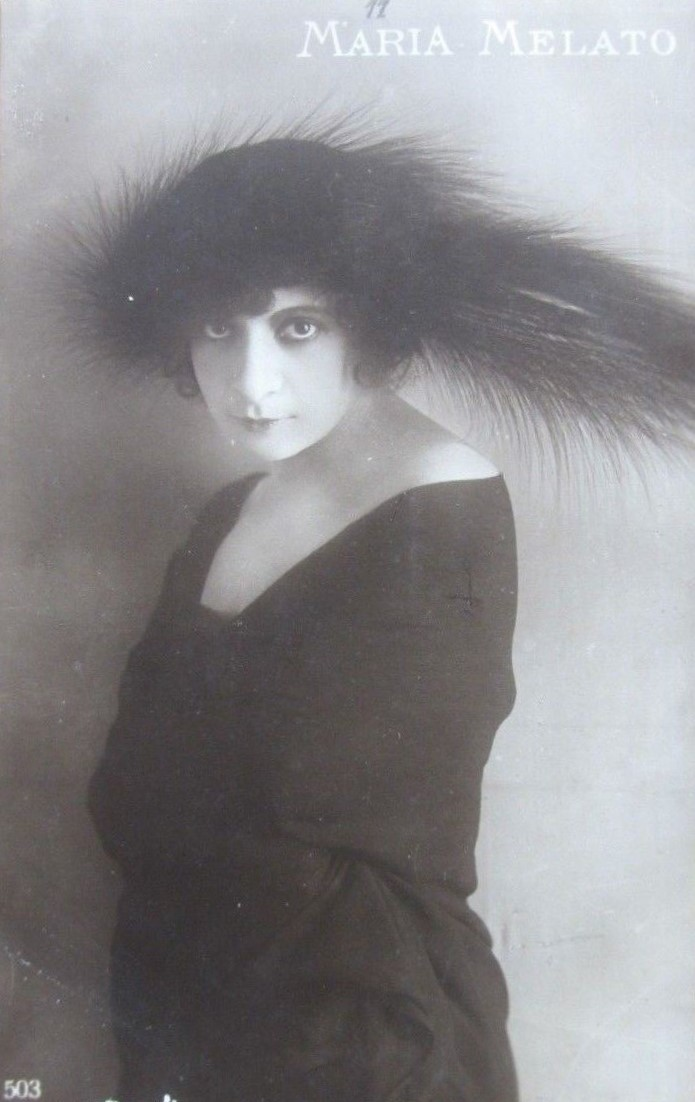
Maria Melato, fotografia, circa 1900

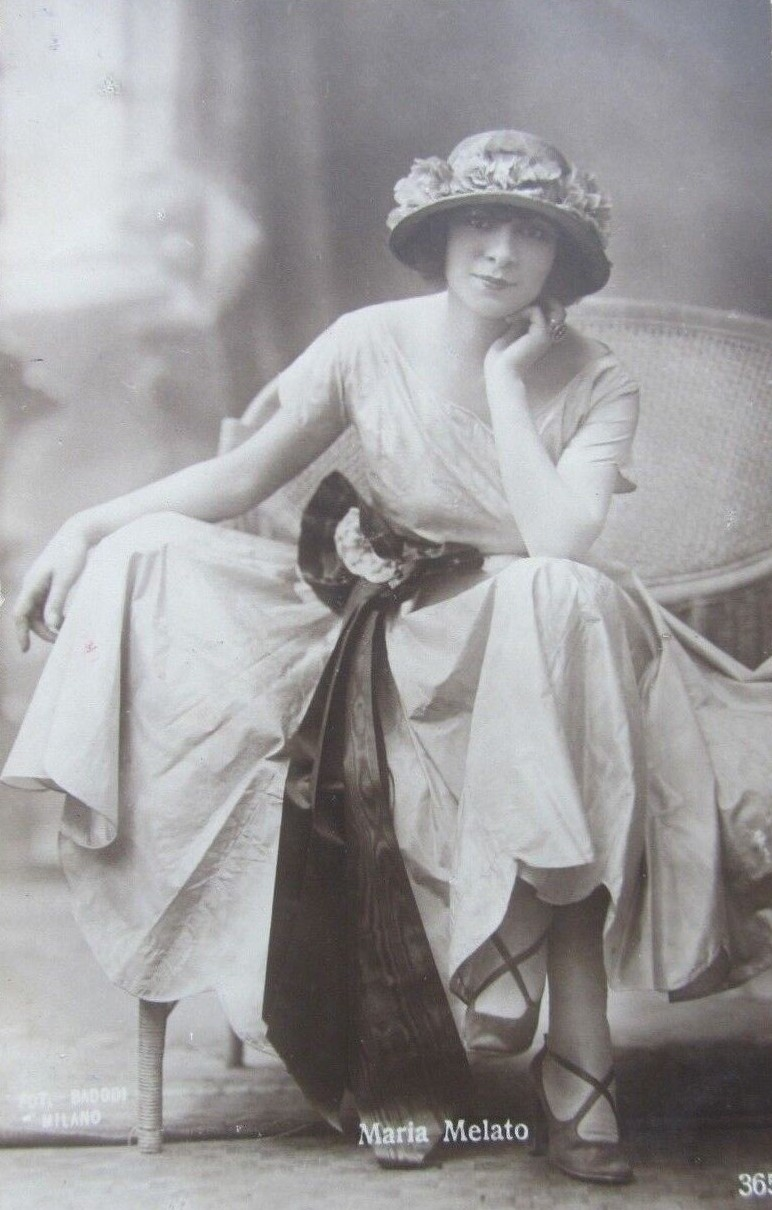
Maria Melato, fotografia, circa 1910

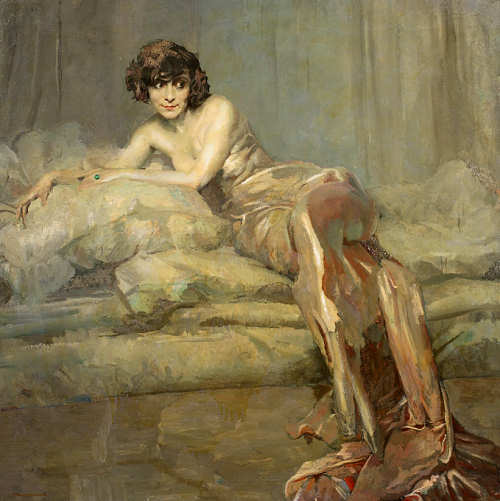
Maria Melato, dipinto di Giuseppe Amisani, 1920

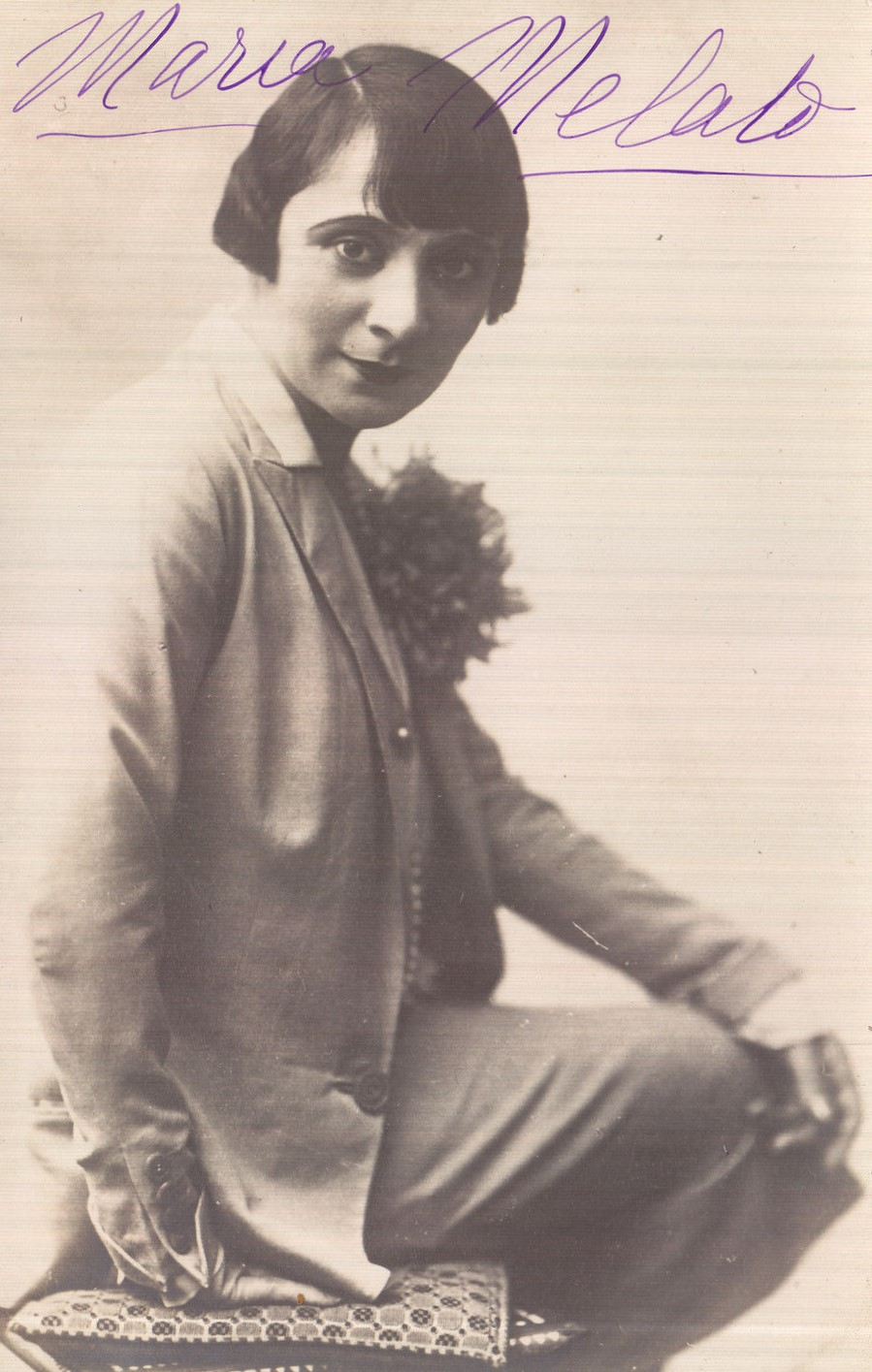
Maria Melato, fotografia, circa 1925

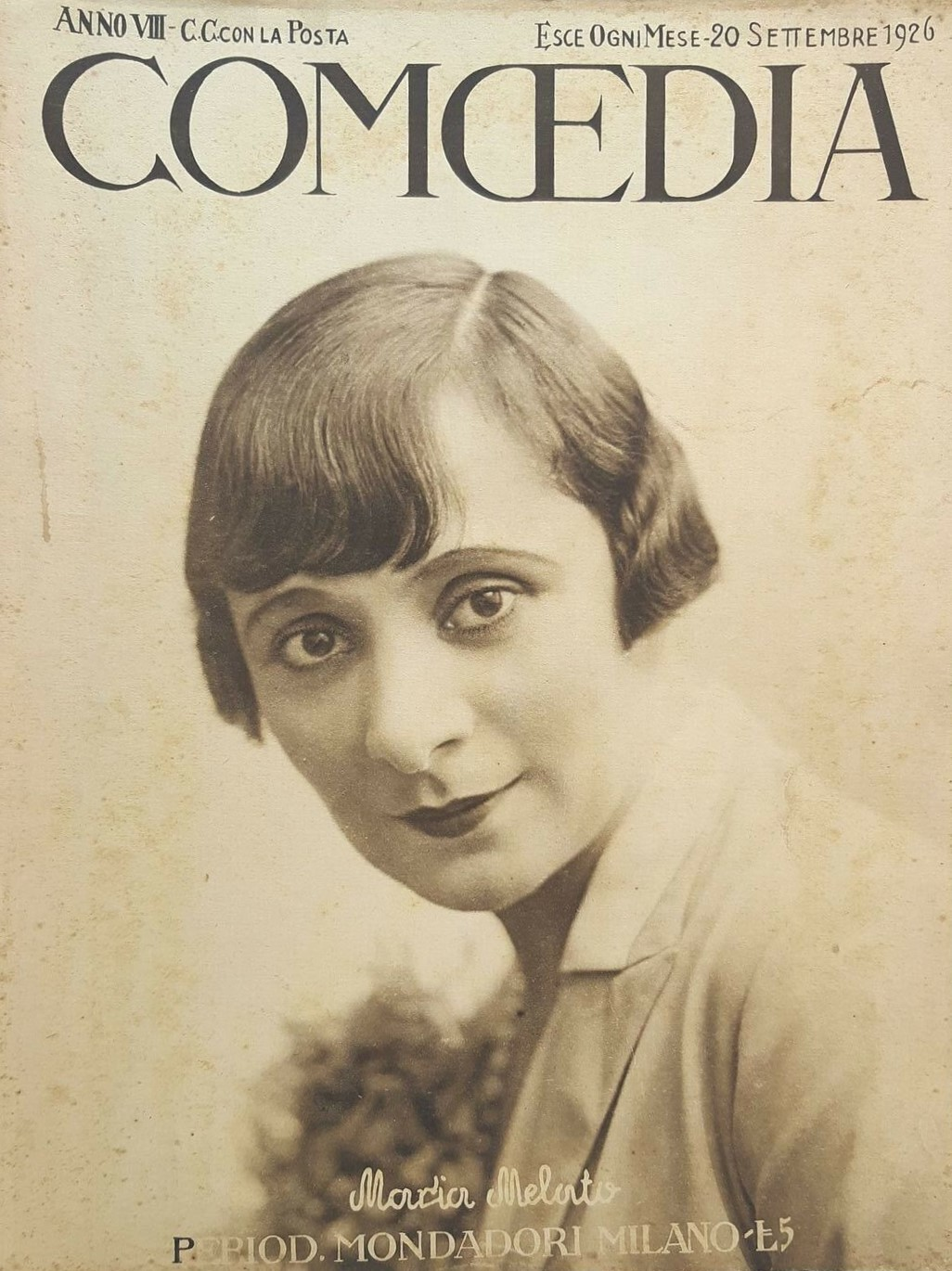
Maria Melato, fotografia, 1926

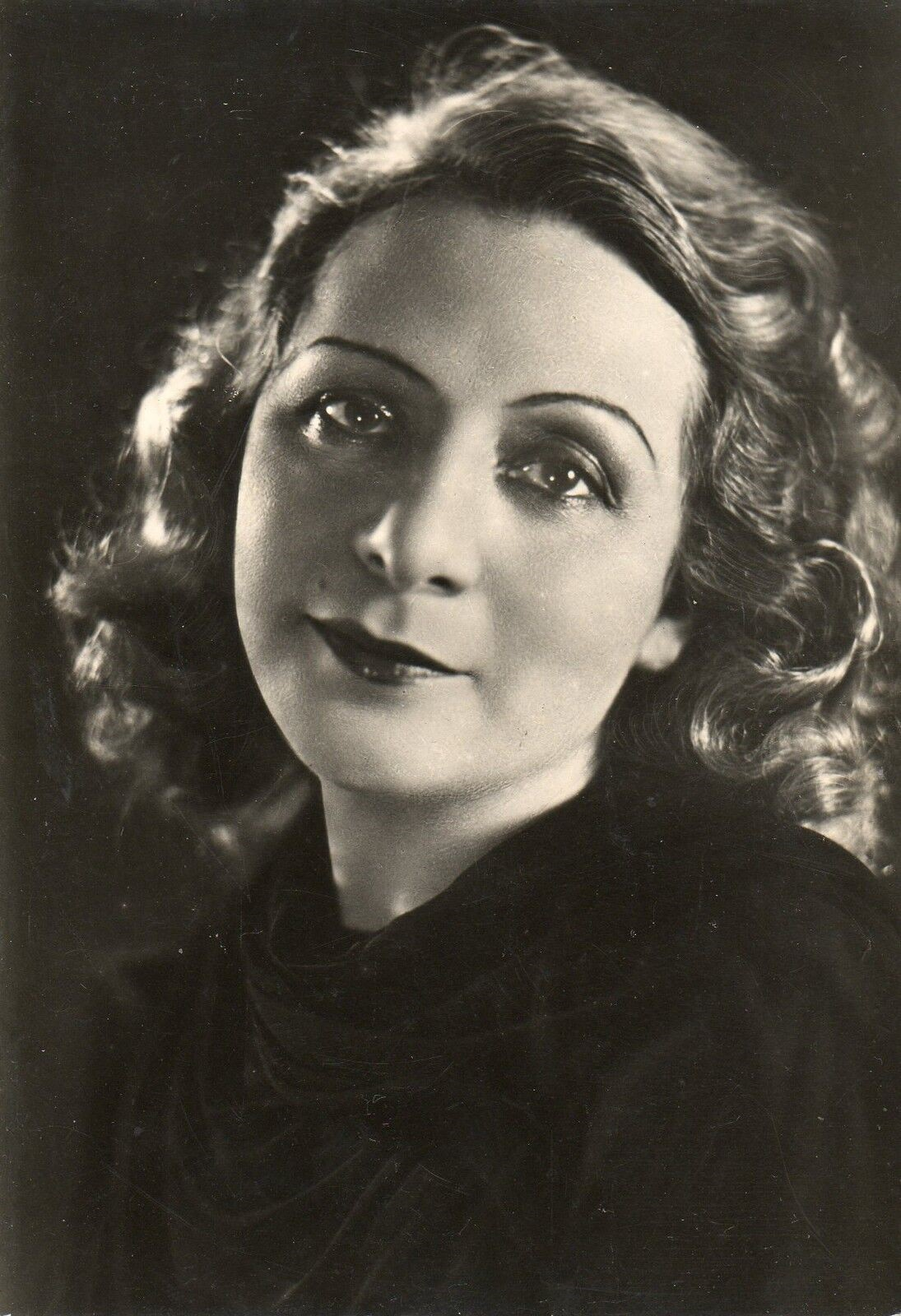
Maria Melato, fotografia, circa 1930

Maria Melato (Reggio Emilia, 16 ottobre 1885 – Forte dei Marmi, 24 agosto 1950) è stata un'attrice italiana di teatro, radio e cinema.

## Biografia
Figlia del maestro di scherma Silvio Melato e della nobildonna Elisa Friggieri, manifestò sin dall'infanzia un'indole particolare per la recitazione. Cominciò la sua ricchissima carriera artistica prima con la compagnia Berti-Masi, dove nel 1902 ha la sua prima scrittura, poi ricoprendo il ruolo di amorosa nella compagnia di Teresa Mariani e Vittorio Zampieri. Successivamente fu prima attrice giovane nella compagnia di Irma Gramatica e Flavio Andò. Ma la sua vera maturazione avvenne sotto la guida severa e appassionata di Virgilio Talli, il maggior capocomico di allora. Fu con lui dal 1909 al 1921 componendo con Annibale Betrone e Alberto Giovannini un famoso trio: fino al 1918 con un repertorio classico, in seguito sperimentando testi più attuali e di moderna problematica come quelli di Luigi Pirandello come Così è (se vi pare), e altri autori come Rosso di San Secondo, Massimo Bontempelli, Gabriele D'Annunzio.
Si cimentò anche in campo cinematografico interpretando alcune pellicole: Ritorno del 1914, Anna Karenina del 1917, Il volo degli aironi del 1920, tutte, purtroppo, andate perdute. Nel 1921 la svolta: Maria Melato lasciò la compagnia di Talli e divenne capocomica con Betrone. Iniziò per lei il periodo di maggior fervore artistico in cui si occupò contemporaneamente di ogni aspetto del "fare teatro", dalla regia all'adattamento dei testi, dalla formazione degli attori all'ideazione dei costumi. Dal 1922 in poi forma diverse compagnie teatrali; nel '23 e '25 portò i suoi spettacoli in America Latina ottenendo grande successo; nel 1927 trionfò al Vittoriale nell'interpretazione di La figlia di Iorio di D'Annunzio. Negli anni Trenta la Melato dovette tornare a temi e autori più tradizionali, assecondando gli orientamenti del momento e formando una compagnia propria ancora con Betrone e con la regia di Luigi Carini. 
Accostata dai suoi ammiratori alla Duse per la stessa tensione emotiva e per la sensibilità esasperata, possedeva un registro vocale che la induceva a compiacimenti fonici eccessivi, tanto da essere maliziosamente accusata di "cantare". Nel triennio 1937-40 fu protagonista de La duchessa di Padova di Oscar Wilde e della Tosca di Victorien Sardou accanto a Piero Carnabuci e Gino Sabbatini, mentre nel dopoguerra ripropose D'Annunzio, Mario Praga, Dario Niccodemi, Jean Cocteau e altri. In particolare nel 1938, è associata alla Compagnia Ninchi-Abba-Pilotto. In seguito alle vicissitudini della guerra, l'attrice, ormai sessantenne, cominciò a perdere terreno; per lei rimasero solo alcune recite di secondo piano e il lavoro radiofonico congedandosi dalle scene (1948) con Casa paterna di Sudermann, prima di ritirarsi in Versilia. Poco significative le sue interpretazioni cinematografiche, sia nel muto sia nel parlato. 
Morì di attacco polmonare il 24 agosto del 1950 nella propria villa a Forte dei Marmi, dopo lunga malattia: la salma fu poi traslata nel cimitero monumentale della  città natale; al suo fianco, dal 1980, riposa l'attore reggiano Romolo Valli.

## Omaggi
- Le è stata dedicata una via a Roma e a Milano.

## Prosa radiofonica RAI
- La signora Rosa, commedia di Sabatino Lopez, regia di Umberto Benedetto, trasmessa il 1º maggio 1950.
- La seconda moglie, commedia di Arthur Pinero, regia di Claudio Fino, trasmessa il 19 febbraio 1951

## Filmografia
- Il ritorno (1914)
- Anna Karenine (1914)
- Le due Marie, regia di Mario Corsi e Ugo Falena, (1918)
- Il volo degli aironi (1920)
- Il trittico dell'amore (1920)
- Le due esistenze (1920)
- La principessa del sogno, regia di Roberto Savarese, Maria Teresa Ricci (1942)
- Redenzione, regia di Marcello Albani (1942)
- Quartieri alti, regia di Mario Soldati (1943)
- Il fabbro del convento, regia di Max Calandri (1947)